# Homer (Alaska)
Homer es una ciudad ubicada en el Municipio de la Península de Kenai en el estado de Alaska. De acuerdo al censo de los Estados Unidos de 2010, la población es de 5003. Conocido desde hace mucho como La Capital Mundial de Pesca de Halibut, Homer es también conocido como "el final de la carretera," y más recientemente como, "la aldea cósmica del mar".[cita requerida]

## Geografía
Homer esta a las orillas de la bahía de Kachemak en el lado sudoeste de la Península de Kenai. Una de las cosas por las que más se conoce Homer es por el "Homer Spit", algo parecido a una península pero que a diferencia de estas es muy angosta, se extiende por unos 7 km en la bahía, allí se ubica el Puerto de Homer.
Mucha de la zona costera, así como el "Homer Spit" fueron tapados por agua a causa del terremoto de Alaska de 1964 . Luego del terremoto muy poca vegetación puede crecer en el "Homer Spit".
De acuerdo a la Oficina del Censo de los Estados Unidos, el área total del pueblo es de 58 km² de los cuales 27,4 km² son tierra firme y 30,7 km² son agua.del área total el 52,83 % es agua.

## Clima
Al igual que con la mayor parte sur-central de Alaska, Homer tiene un clima subpolar moderado según la clasificación climática de Köppen. Los inviernos son nevados y largos, pero no particularmente fríos teniendo en cuenta la latitud, en enero el clima sólo está ligeramente por debajo de cero. Los promedios de nieve son de 127 cm por temporada, cayendo principalmente de noviembre a marzo, con un poco de acumulación de octubre a abril, y raramente en mayo. Hay siete noches en las que se está por debajo de los 0 °F (-18 °C) anualmente, y el área ubicada en la frontera entre la zona de rusticidad 5B y 6A, indicando un promedio mínimo de -10 °F (-23 °C). Los veranos son fríos debido a la influencia marina, con máximas de 24 °C (75 °F) y mínimas de 13 °C (55 °F). Las temperaturas extremas han incrementado desde -31 °C (−24 °F) en enero de 1989, hasta los 29 °C (84 °F) el 22 de julio de 2011.
| Parámetros climáticos promedio de Homer (1991-2020)                                              | Parámetros climáticos promedio de Homer (1991-2020) | Parámetros climáticos promedio de Homer (1991-2020) | Parámetros climáticos promedio de Homer (1991-2020) | Parámetros climáticos promedio de Homer (1991-2020) | Parámetros climáticos promedio de Homer (1991-2020) | Parámetros climáticos promedio de Homer (1991-2020) | Parámetros climáticos promedio de Homer (1991-2020) | Parámetros climáticos promedio de Homer (1991-2020) | Parámetros climáticos promedio de Homer (1991-2020) | Parámetros climáticos promedio de Homer (1991-2020) | Parámetros climáticos promedio de Homer (1991-2020) | Parámetros climáticos promedio de Homer (1991-2020) | Parámetros climáticos promedio de Homer (1991-2020) |
| Mes                                                                                              | Ene.                                                | Feb.                                                | Mar.                                                | Abr.                                                | May.                                                | Jun.                                                | Jul.                                                | Ago.                                                | Sep.                                                | Oct.                                                | Nov.                                                | Dic.                                                | Anual                                               |
| ------------------------------------------------------------------------------------------------ | --------------------------------------------------- | --------------------------------------------------- | --------------------------------------------------- | --------------------------------------------------- | --------------------------------------------------- | --------------------------------------------------- | --------------------------------------------------- | --------------------------------------------------- | --------------------------------------------------- | --------------------------------------------------- | --------------------------------------------------- | --------------------------------------------------- | --------------------------------------------------- |
| Temp. máx. abs. (°C)                                                                             | 13.9                                                | 11.7                                                | 12.2                                                | 18.3                                                | 22.2                                                | 26.7                                                | 27.2                                                | 25.6                                                | 20.6                                                | 17.8                                                | 14.4                                                | 11.1                                                | 27.2                                                |
| Temp. máx. media (°C)                                                                            | -0.1                                                | 1.6                                                 | 2.8                                                 | 7.8                                                 | 12.1                                                | 15.2                                                | 17.3                                                | 17                                                  | 13.7                                                | 8.4                                                 | 3.1                                                 | 1.1                                                 | 8.3                                                 |
| Temp. media (°C)                                                                                 | -3.7                                                | -2.1                                                | -1.1                                                | 3.7                                                 | 7.8                                                 | 11.1                                                | 13.4                                                | 12.9                                                | 9.7                                                 | 4.6                                                 | -0.4                                                | -2.4                                                | 4.4                                                 |
| Temp. mín. media (°C)                                                                            | -7.2                                                | -5.7                                                | -4.9                                                | -0.4                                                | 3.4                                                 | 7.1                                                 | 9.6                                                 | 8.9                                                 | 5.7                                                 | 0.7                                                 | -4                                                  | -5.9                                                | 0.6                                                 |
| Temp. mín. abs. (°C)                                                                             | -31.1                                               | -28.3                                               | -29.4                                               | -22.8                                               | -14.4                                               | -2.8                                                | 1.1                                                 | -0.6                                                | -6.7                                                | -17.8                                               | -21.7                                               | -26.7                                               | -31.1                                               |
| Precipitación total (mm)                                                                         | 54.6                                                | 46.2                                                | 33.5                                                | 29.2                                                | 19.8                                                | 22.1                                                | 36.8                                                | 58.7                                                | 83.3                                                | 66.3                                                | 72.9                                                | 83.1                                                | 606.6                                               |
| Nevadas (cm)                                                                                     | 22.1                                                | 32                                                  | 30                                                  | 4.1                                                 | 0                                                   | 0                                                   | 0                                                   | 0                                                   | 0                                                   | 9.7                                                 | 14                                                  | 34                                                  | 145.8                                               |
| Días de precipitaciones (≥ 0.01 in)                                                              | 14.0                                                | 12.6                                                | 10.7                                                | 10.2                                                | 9.7                                                 | 9.8                                                 | 12.1                                                | 14.3                                                | 16.5                                                | 14.9                                                | 14.7                                                | 16.9                                                | 156.4                                               |
| Días de nevadas (≥ 0.1 in)                                                                       | 7.3                                                 | 7.1                                                 | 7.3                                                 | 1.4                                                 | 0.0                                                 | 0.0                                                 | 0.0                                                 | 0.0                                                 | 0.0                                                 | 1.8                                                 | 5.3                                                 | 9.9                                                 | 40.1                                                |
| Horas de sol                                                                                     | 93                                                  | 141.3                                               | 186.0                                               | 240.0                                               | 279.0                                               | 270.0                                               | 248.0                                               | 186.0                                               | 150.0                                               | 124.0                                               | 90.0                                                | 62.0                                                | 2069.3                                              |
| Humedad relativa (%)                                                                             | 79.7                                                | 78.0                                                | 74.0                                                | 73.8                                                | 74.2                                                | 76.2                                                | 80.2                                                | 81.6                                                | 81.4                                                | 78.5                                                | 78.9                                                | 79.4                                                | 78.0                                                |
| Fuente: NOWData - NOAA Online Weather Data Humedad relativa (1981-2010) Horas de sol (1961-1990) |                                                     |                                                     |                                                     |                                                     |                                                     |                                                     |                                                     |                                                     |                                                     |                                                     |                                                     |                                                     |                                                     |

## Historia

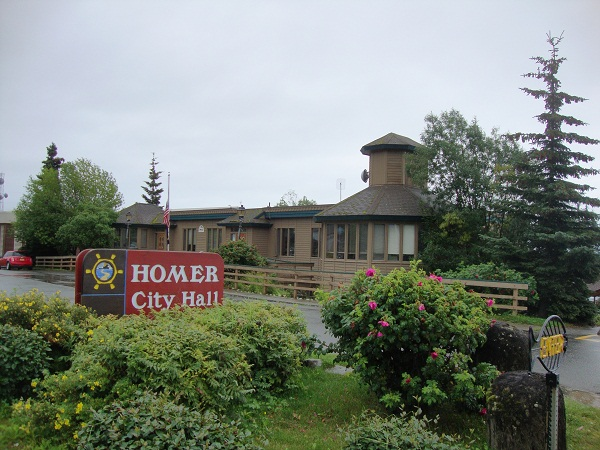
Casa consistorial de Homer, ubicada en la avenida Pioneer

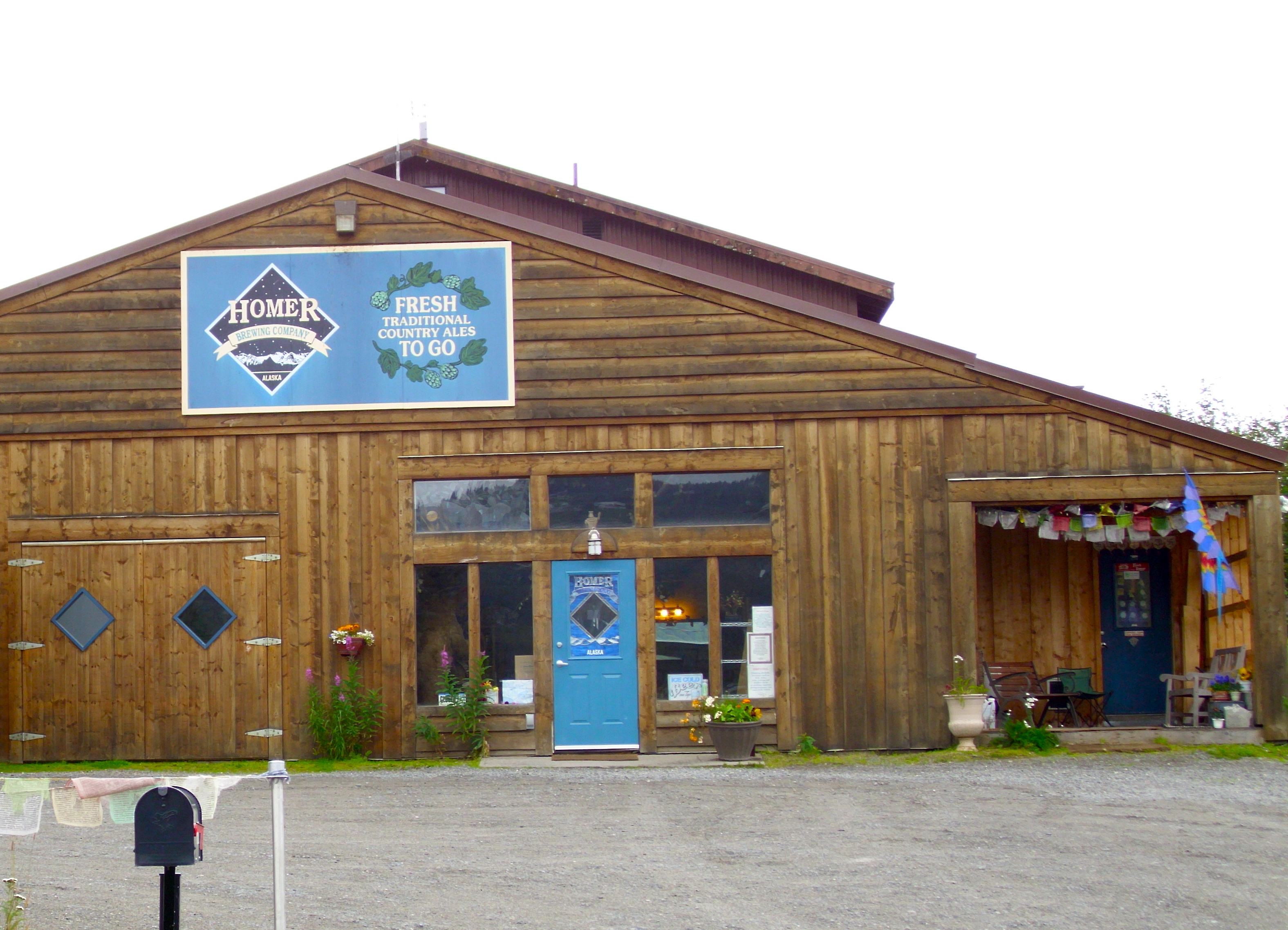
Homer tiene una vinería y una cervecería, Homer Brewing Company

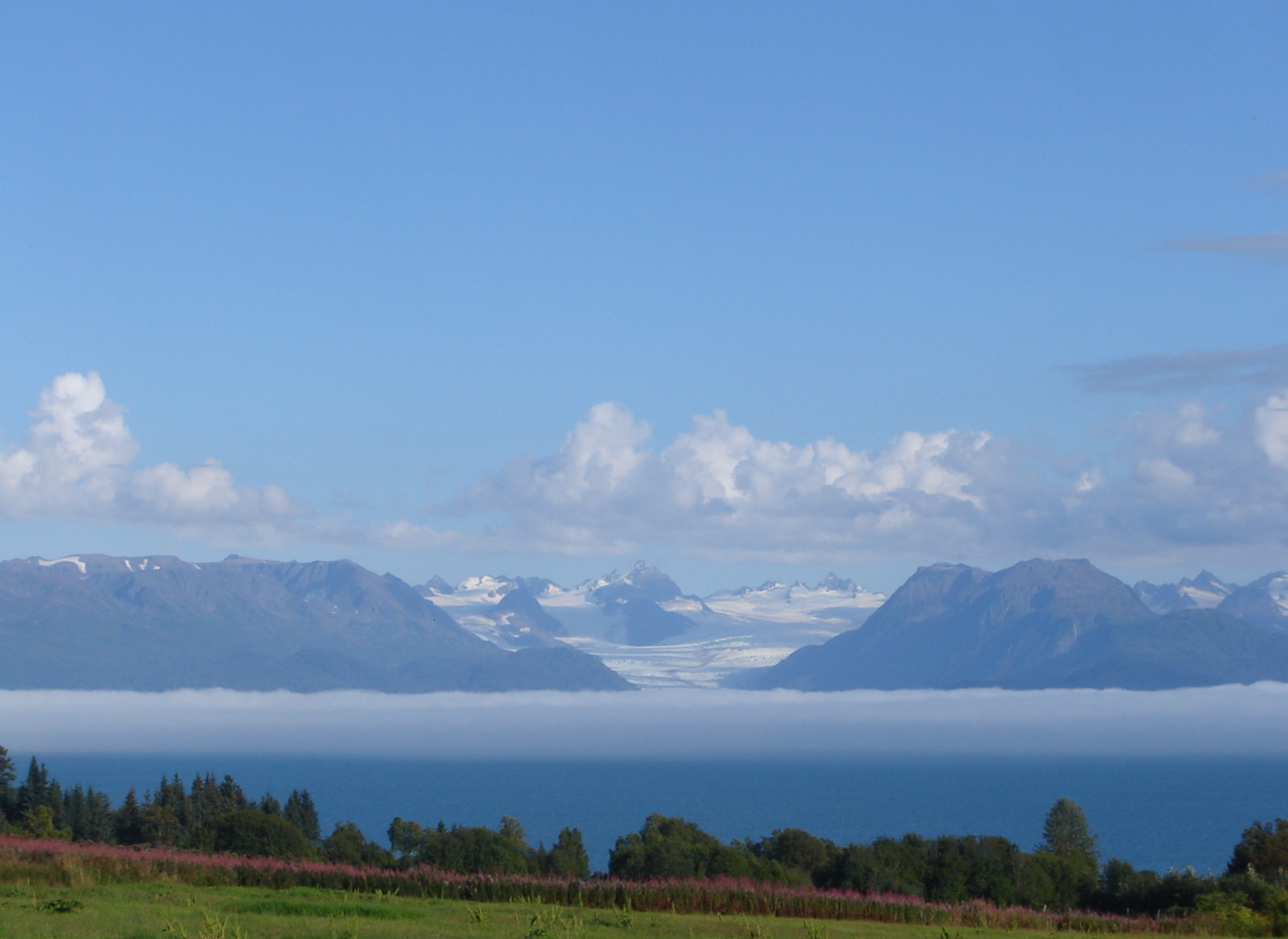
Banco de Niebla sobre el Kachemak Bay

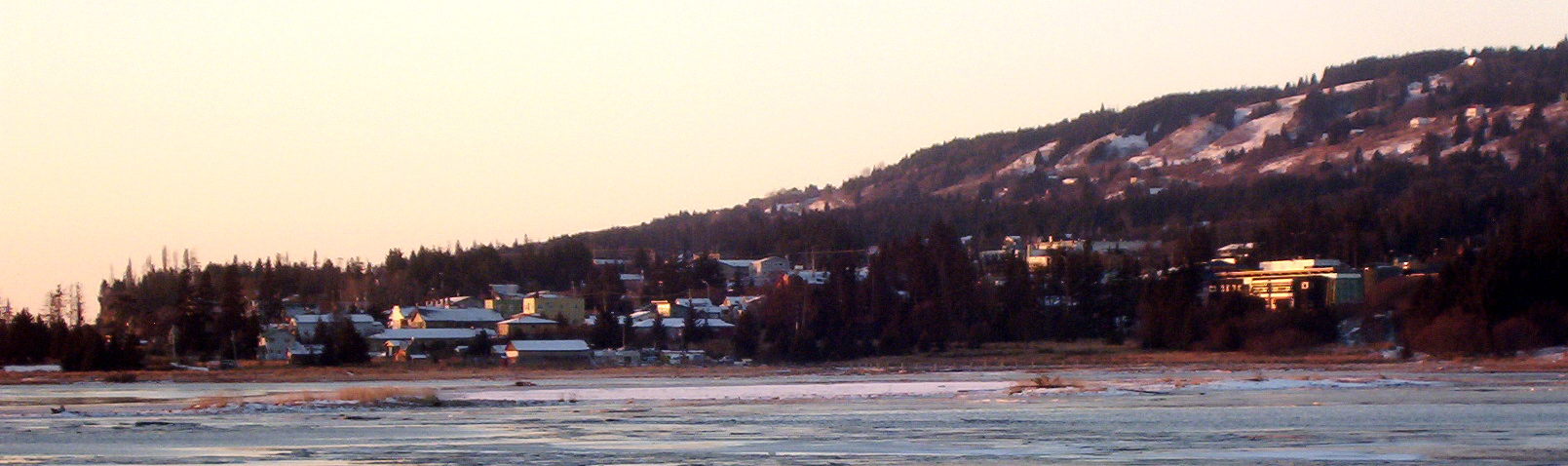
El viejo pueblo de Homer.El Centro de visitantes de Islas y Océanos está en el extremo derecho.

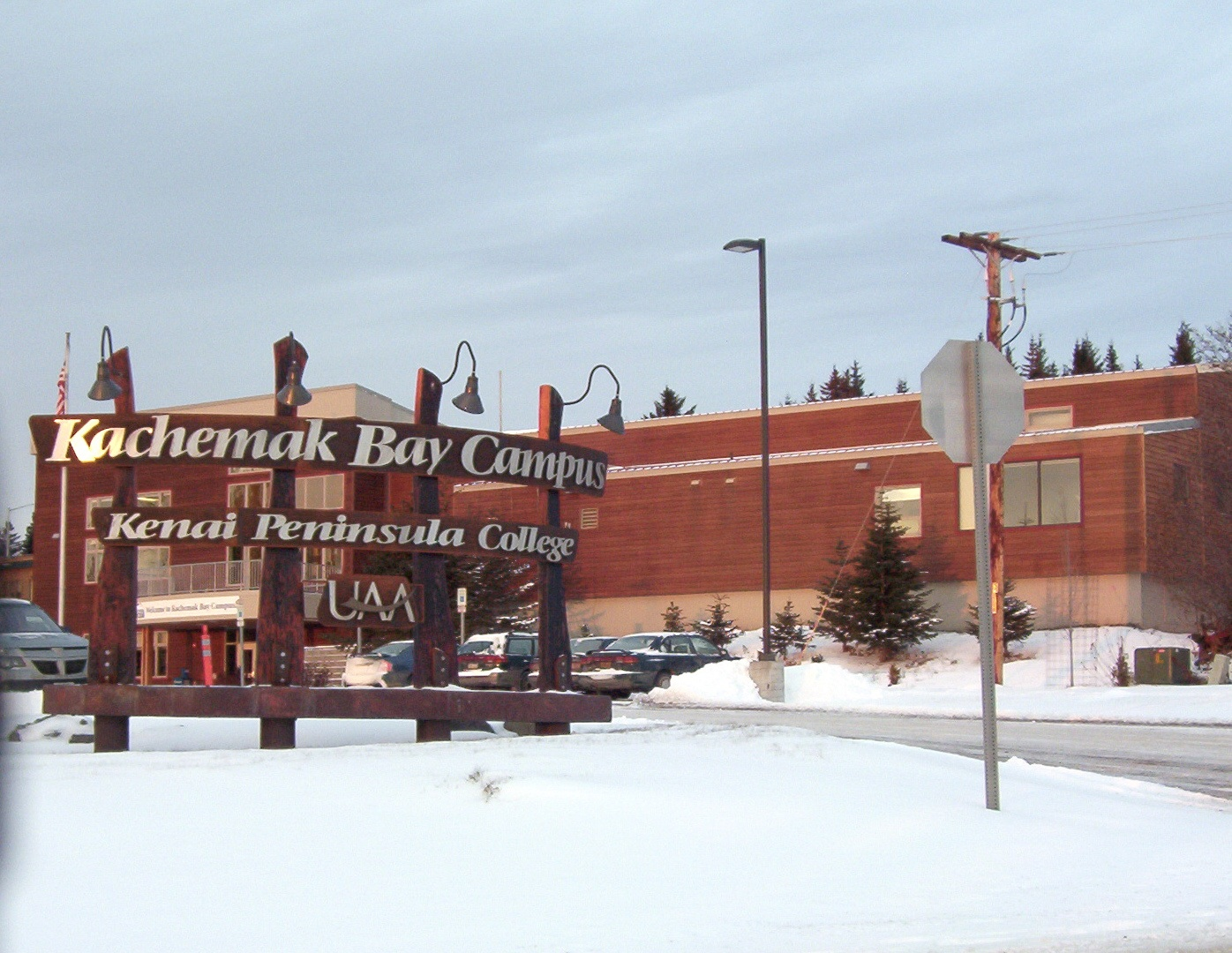
El Campus Kachemak Bay visto desde la calle Heath.

Pequeñas excavaciones indican que los primeros Alutiiques, fueron gente que probablemente acamparon en el área de Homer, aunque sus pueblos estaban en el lado opuesto de la bahía de Kachemak. El carbón fue descubierto en el área por los años de 1890. La Compañía "The Cook Inlet Coal Fields Company" construyó una ciudad, un muelle, una mina de carbón, y un ferrocarril a Homer. La minería del carbón en la zona continuó hasta la Segunda Guerra Mundial. Se estima que hay 400 millones de toneladas de reservas de carbón que aún se encuentran en el lugar.
Homer fue nombrado por Homer Pennock, una empresa promotora de extracción de oro, que llegó en 1896 al Cordón litoral de Homer y construyó viviendas para su tripulación de 50 hombres. Sin embargo, la extracción de oro nunca fue rentable en la zona.
Otro establecimiento anterior fue el aterrizaje de Miller. Aterrizaje de Miller lleva el nombre de Charles Miller, quien homesteaded en el barrio alrededor de 1915. De acuerdo con el historiador local Janet Klein, era un empleado del Ferrocarril de Alaska y había invernado caballos de la compañía en las hierbas de la playa en el Homer Spit. Construyó un lugar de aterrizaje en una pequeña ensenada en la bahía de Kachemak Bay donde las barcazas de suministro de Seldovia podría aterrizar y descargan sus mercancías. El aterrizaje de Miller fue legalmente considerado un Lugar designado por el censo separado de Homer hasta que fue anexada en 2002, pero siempre ha sido considerado localmente parte de Homer.
Halibut y la pesca deportiva del salmón, junto con el turismo, la pesca comercial y la tala son las industrias dominantes. Homer, fue co-sede en 2006 de los Juegos Árticos de Invierno. El Refugio Marítimo Nacional de la vida salvaje de Alaska, y la Reserva de Investigación de Kachemak Bay, fueron coanfitriones de un centro de visitantes con exhibiciones interpretativas conocidos como el "Islas de Alaska y Centro de visitas al Océano", y ahí mismo hay un museo histórico y cultural llamado: "The Pratt Museum".

## Demografía
A partir del censo de los Estados Unidos de 2010, había 5003 personas, 2235 casas, y 1296 familias que residían en la ciudad. La Densidad de población era de (75,2/km²). La Raza (censo de los Estados Unidos) de la ciudad era del 89,3%  blancos (Uso del término «hombre blanco» en Estados Unidos), 4,1% Pueblos nativos de los Estados Unidos, 1,0% asiáticos, 0,4% negros, 0,1% isleños del Pacífico, 0,6% de otras razas, y 4,5% de dos o más razas. Los hispanos forman el 2,1% de la población.
Había 2235 hogares de los cuales el 27,2% tenían niños menores de 18 años que vivían con sus familias, el 44,3% eran parejas casadas que vivían juntas, 9,3% tenían una mujer como la cabeza de familia, sin marido presente, 4,3% tenían como cabeza de la familia al padre, sin la mujer presente, y 42,0% eran no-familias. En el 33,7% de todos los hogares vivía una sola persona, y el 11,0% tenía a un mayor de 65 años viviendo solo. El promedio del tamaño de un hogar era de 2,21pies, y el promedio del tamaño de las familias era de 2,83 personas.
La mediana de edad en la ciudad era de 44,0 años. El 21,9% de los residentes están por debajo de los 18 años; 6,9%  eran entre los 18 y 24; 22,2% era de 25 a 44; 34,5% eran entre los 45 a 64; y el 14,5% estaban entre los 65 años de edad o más. El promedio entre géneros es del 49,5% hombres y el 50,5% mujeres.
La media del presupuesto para un hogar era de 52.057 dólares, y la media del ingreso de una familia era de 68.455 $. Los hombres tenían un ingreso promedio de 41.581 dólares, en cambio para las mujeres era de 37.679 $. La Renta per cápita o ingreso per cápita de la ciudad era de 32.035 dólares. Cerca del 3,8% de las familias y un 7,9% de la población estaban por debajo de la Línea de pobreza, dentro de los cuales un 11,2% son menores de 18 años y 1,4% tienen 65 años de edad, o más.

## Educación
El distrito escolar del condado de la Península de Kenai brinda educación primaria y secundaria a la comunidad de Homer.
Y las escuelas que lo proporcionan son:
- Homer High School (Alaska)|Homer High School (9-12)
- Homer Flex High School (9-12)
- Homer Middle School (7-8)
- West Homer Elementary (3-6)
- Paul Banks Elementary (K-2)
- McNeil Canyon Elementary (K-6)
- Fireweed Academy (K-6)

El Kachemak Bay Campus del colegio de la Península de Kenai brinda educación postsecundaria, así como Inglés como un segundo idioma o segunda lengua, y la posibilidad de poder enseñar el idioma inglés. Así como cursos para certificarse como General Educational Development Test para beneficio de la comunidad de Homer.
La biblioteca pública de Homer cuenta con el apoyo entusiasta de los "Amigos de la Biblioteca de Homer", establecida en 1948, que recaudó fondos y apoyo para un nuevo edificio de la biblioteca, el cual se abrió el 16 de septiembre de 2006.

## Medios de comunicación

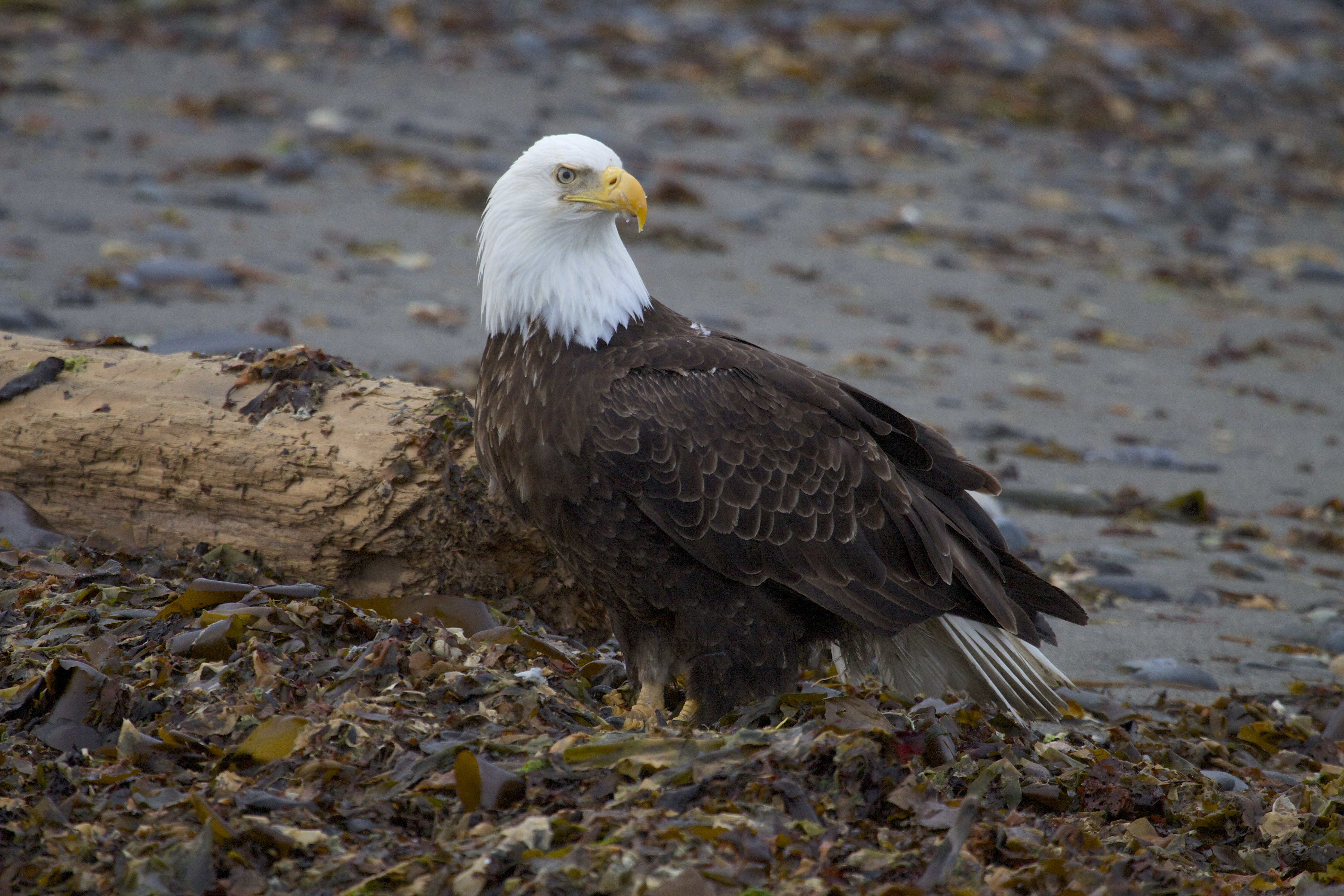
Un águila calva en la bahía de Kachemak.

Homer cuenta con dos periódicos, el Homer Tribune, un periódico semanal independiente fundado en el 1991, y el Homer News un semanal fundado en 1964 y recientemente comprado (en el 2000) por Morris Communications.

## Transporte
Homer es la ciudad más austral de la red de carreteras de Alaska contiguos. También es parte de la Autopista Marina de Alaska (el sistema de ferry de Alaska). El aeropuerto de Homer se encuentra cerca de la costa , así, con dos taxis aéreos locales y los vuelos regulares a Anchorage. Homer erigió su primer semáforo en 2005. [ 11 ]

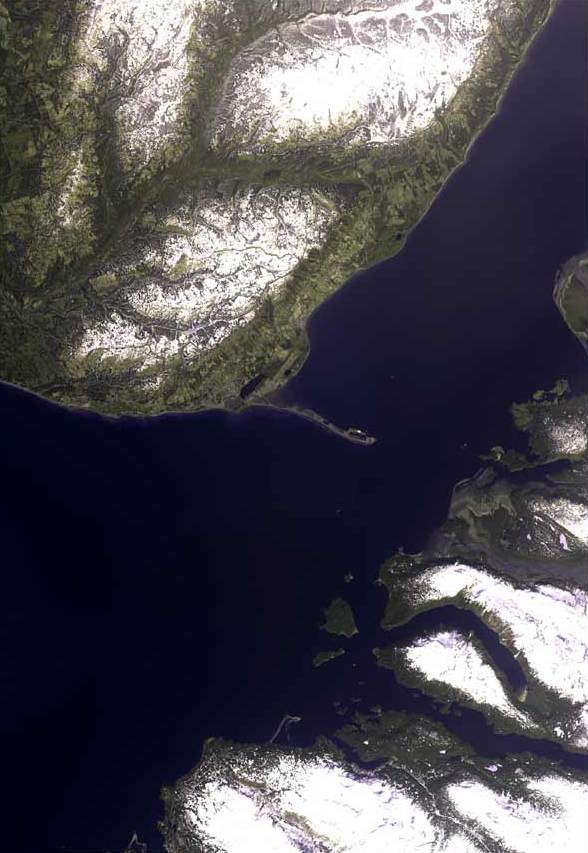
Homer desde el espacio